# Жаналиев, Сейтмагамбет
Сейтмагамбет Жаналиев (1896 год — дата и место смерти не известны) — старший табунщик колхоза имени Чкалова Аральского района Кзыл-Ординской области, Казахская ССР. Герой Социалистического Труда (1949).

## Биография
Родился в 1890 году в бедной казахской семье. С 1910 года начал свою трудовую деятельность. С 1929 по 1939 год работал в сельскохозяйственной артели «Кумсай» Аральского района, с 1940 года по 1950 год — старший табунщик колхоза имени Чкалова Аральского района и с 1957 года по 1959 год трудился в колхозе «Арал» Аральского района.
В сложных послевоенных условиях добился высоких трудовых показателей. В 1947 году вырастил 53 жеребят от 53 кобыл. За эти выдающиеся трудовые достижения был удостоен в 1949 году звания Героя Социалистического Труда.
В 1959 году вышел на пенсию.
Награды
- Герой Социалистического Труда — указом Президиума Верховного Совета СССР от 31 октября 1949 года
- Орден Ленина